# Elitserien i bandy 2013/2014
Elitserien i bandy 2013/2014 var Sveriges högsta division i bandy för herrar säsongen 2013/2014, och inleddes den 20 oktober 2013 med matchen Västerås SK-Hammarby IF i ABB Arena. Grundserien, som vanns av Hammarby IF, avslutades den 11 februari 2014 med full omgång, och slutspelet inleddes den 15 februari samma år. Hela säsongen avslutades i och med SM-finalen i Friends Arena i Solna den 16 mars 2014. Svenska mästare blev Sandvikens AIK, som finalslog Västerås SK med 5-4.

## Förlopp
- Skytteligan vanns av Christoffer Edlund, Sandvikens AIK med 73 fullträffar.[5].

## Serietabell
Lag 1–8: SM-slutspel
Lag 9–10: Färdigspelat
Lag 11–14: Kvalspel

  
| Nr | Lag               | S  | V  | O | F  | GM  | IM  | MS   | P  |
| -- | ----------------- | -- | -- | - | -- | --- | --- | ---- | -- |
| 1  | Hammarby IF       | 26 | 21 | 3 | 2  | 149 | 85  | +64  | 45 |
| 2  | Sandvikens AIK    | 26 | 20 | 3 | 3  | 192 | 100 | +92  | 43 |
| 3  | Villa Lidköping   | 26 | 18 | 4 | 4  | 156 | 97  | +59  | 40 |
| 4  | Västerås SK       | 26 | 16 | 2 | 8  | 132 | 92  | +40  | 34 |
| 5  | Edsbyns IF        | 26 | 15 | 4 | 7  | 142 | 116 | +26  | 34 |
| 6  | IFK Vänersborg    | 26 | 13 | 5 | 8  | 133 | 96  | +37  | 31 |
| 7  | Broberg/Söderhamn | 26 | 12 | 5 | 9  | 117 | 113 | +4   | 29 |
| 8  | Vetlanda BK       | 26 | 9  | 4 | 13 | 119 | 126 | −7   | 22 |
| 9  | IFK Kungälv       | 26 | 7  | 4 | 15 | 96  | 122 | −26  | 18 |
| 10 | Bollnäs GoIF      | 26 | 5  | 7 | 14 | 89  | 113 | −24  | 17 |
| 11 | Gais              | 26 | 6  | 3 | 17 | 80  | 104 | −24  | 15 |
| 12 | Kalix BF          | 26 | 4  | 5 | 17 | 74  | 126 | −52  | 13 |
| 13 | IK Sirius         | 26 | 4  | 5 | 17 | 72  | 160 | −88  | 13 |
| 14 | Ljusdals BK       | 26 | 3  | 4 | 19 | 52  | 153 | −101 | 10 |

## Seriematcherna
| Matchresultat |
| --- |
| Datum Match Resultat - 20 oktober 2013 Västerås SK-Hammarby IF 3-4 (2-1) - 25 oktober 2013 Kalix BF-Vetlanda BK 2-4 (0-1) - 25 oktober 2013 Sandvikens AIK-Västerås SK 7-5 (2-4) - 25 oktober 2013 IFK Vänersborg-Villa Lidköping BK 5-5 (2-0) - 25 oktober 2013 IK Sirius-Hammarby IF 3-3 (2-3) - 25 oktober 2013 Bollnäs GIF-Edsbyns IF 3-5 (2-0) - 29 oktober 2013 IFK Vänersborg-Sandvikens AIK 4-5 (2-2) - 30 oktober 2013 Västerås SK-Bollnäs GIF 4-2 (2-0) - 30 oktober 2013 Villa Lidköping BK-Kalix BF 9-2 (5-1) - 30 oktober 2013 Edsbyns IF-IFK Kungälv 7-6 (5-3) - 30 oktober 2013 Vetlanda BK-IK Sirius 2-2 (0-0) - 1 november 2013 Bollnäs GIF-IFK Vänersborg 4-4 (1-1) - 1 november 2013 Kalix BF-Sandvikens AIK 4-4 (2-4) - 1 november 2013 IK Sirius-Villa Lidköping BK 4-7 (2-1) - 1 november 2013 Broberg/Söderhamn Bandy-Hammarby IF 5-6 (3-2) - 1 november 2013 Ljusdals BK-Vetlanda BK 4-4 (1-2) - 1 november 2013 GAIS-Edsbyns IF 2-5 (1-2) - 3 november 2013 Sandvikens AIK-IK Sirius 13-1 (5-1) - 5 november 2013 Kalix BF-Bollnäs GIF 5-2 (0-0) - 6 november 2013 Villa Lidköping BK-Ljusdals BK 9-0 (4-0) - 6 november 2013 IFK Vänersborg-IFK Kungälv 4-6 (3-1) - 6 november 2013 Edsbyns IF-Broberg/Söderhamn Bandy 6-1 (4-1) - 6 november 2013 Vetlanda BK-Hammarby IF 8-9 (4-4) - 6 november 2013 Västerås SK-GAIS 6-4 (4-4) - 8 november 2013 GAIS-IFK Vänersborg 1-2 (0-0) - 8 november 2013 Ljusdals BK-Sandvikens AIK 3-8 (1-6) - 8 november 2013 Broberg/Söderhamn Bandy-Vetlanda BK 6-4 (2-2) - 8 november 2013 Edsbyns IF-Västerås SK 5-2 (4-1) - 8 november 2013 Hammarby IF-Villa Lidköping BK 3-3 (2-0) - 8 november 2013 IFK Kungälv-Kalix BF 8-0 (3-0) - 9 november 2013 IK Sirius-Bollnäs GIF 1-7 (1-4) - 10 november 2013 GAIS-Kalix BF 4-3 (1-0) - 12 november 2013 Sandvikens AIK-Hammarby IF 5-3 (2-0) - 13 november 2013 Bollnäs GIF-Ljusdals BK 5-1 (3-1) - 13 november 2013 IK Sirius-IFK Kungälv 4-4 (1-2) - 13 november 2013 Västerås SK-Broberg/Söderhamn Bandy 5-2 (3-1) - 13 november 2013 Villa Lidköping BK-Vetlanda BK 8-3 (5-1) - 13 november 2013 IFK Vänersborg-Edsbyns IF 5-2 (2-1) - 15 november 2013 GAIS-IK Sirius 5-2 (2-1) - 15 november 2013 Ljusdals BK-IFK Kungälv 2-1 (1-1) - 15 november 2013 Edsbyns IF-Kalix BF 5-5 (1-2) - 15 november 2013 Vetlanda BK-Sandvikens AIK 3-6 (2-3) - 15 november 2013 Västerås SK-IFK Vänersborg 6-4 (0-3) - 16 november 2013 Hammarby IF-Bollnäs GIF 8-7 (3-3) - 16 november 2013 Broberg/Söderhamn Bandy-Villa Lidköping BK 4-2 (3-1) - 20 november 2013 Sandvikens AIK-Villa Lidköping BK 12-3 (8-2) - 20 november 2013 IK Sirius-Edsbyns IF 1-8 (1-3) - 20 november 2013 IFK Kungälv-Hammarby IF 2-6 (1-4) - 20 november 2013 Ljusdals BK-GAIS 3-2 (2-1) - 20 november 2013 IFK Vänersborg-Broberg/Söderhamn Bandy 4-6 (1-1) - 20 november 2013 Kalix BF-Västerås SK 0-4 (0-3) - 20 november 2013 Bollnäs GIF-Vetlanda BK 2-4 (1-2) - 22 november 2013 Edsbyns IF-Ljusdals BK 1-1 (0-1) - 22 november 2013 Hammarby IF-GAIS 6-3 (2-2) - 22 november 2013 Broberg/Söderhamn Bandy-Sandvikens AIK 4-6 (2-3) - 22 november 2013 Vetlanda BK-IFK Kungälv 9-2 (6-1) - 23 november 2013 Villa Lidköping BK-Bollnäs GIF 6-3 (1-3) - 23 november 2013 IFK Vänersborg-Kalix BF 7-2 (0-1) - 24 november 2013 Västerås SK-IK Sirius 8-5 (5-3) - 26 november 2013 Ljusdals BK-Västerås SK 3-11 (1-6) - 26 november 2013 GAIS-Vetlanda BK 2-3 (2-1) - 26 november 2013 Kalix BF-Broberg/Söderhamn Bandy 4-4 (2-2) - 26 november 2013 Bollnäs GIF-Sandvikens AIK 6-6 (3-4) - 26 november 2013 IK Sirius-IFK Vänersborg 2-9 (1-3) - 26 november 2013 Hammarby IF-Edsbyns IF 4-1 (0-1) - 27 november 2013 IFK Kungälv-Villa Lidköping BK 3-3 (2-1) - 29 november 2013 IFK Vänersborg-Ljusdals BK 7-3 (3-1) - 29 november 2013 Vetlanda BK-Edsbyns IF 4-8 (2-5) - 29 november 2013 Broberg/Söderhamn Bandy-Bollnäs GIF 4-4 (1-3) - 29 november 2013 Sandvikens AIK-IFK Kungälv 11-1 (5-0) - 29 november 2013 Villa Lidköping BK-GAIS 5-3 (4-1) - 1 december 2013 GAIS-Broberg/Söderhamn Bandy 4-3 (0-1) - 1 december 2013 Kalix BF-IK Sirius 2-4 (1-1) - 3 december 2013 Hammarby IF-Ljusdals BK 10-4 (6-2) - 3 december 2013 Villa Lidköping BK-Västerås SK 7-5 (3-3) - 11 december 2013 IFK Kungälv-GAIS 3-3 (1-1) - 11 december 2013 Sandvikens AIK-IFK Vänersborg 10-5 (3-1) - 11 december 2013 Bollnäs GIF-Hammarby IF 2-8 (2-2) - 13 december 2013 Västerås SK-Vetlanda BK 10-3 (6-2) - 13 december 2013 Edsbyns IF-Villa Lidköping BK 8-10 (5-5) - 13 december 2013 GAIS-Sandvikens AIK 3-3 (1-3) - 14 december 2013 IFK Kungälv-Bollnäs GIF 3-6 (1-4) - 14 december 2013 IK Sirius-Broberg/Söderhamn Bandy 5-5 (1-2) - 14 december 2013 Hammarby IF-IFK Vänersborg 4-1 (1-1) - 14 december 2013 Ljusdals BK-Kalix BF 1-3 (0-2) - 17 december 2013 Broberg/Söderhamn Bandy-IFK Kungälv 6-5 (2-3) - 18 december 2013 Sandvikens AIK-Edsbyns IF 4-7 (2-4) - 18 december 2013 IFK Vänersborg-Vetlanda BK 6-3 (2-0) - 18 december 2013 IK Sirius-Ljusdals BK 2-2 (1-1) - 18 december 2013 Kalix BF-Hammarby IF 2-2 (0-0) - 20 december 2013 IFK Kungälv-Västerås SK 3-4 (2-1) - 20 december 2013 Bollnäs GIF-GAIS 3-1 (0-1) - 21 december 2013 Broberg/Söderhamn Bandy-Ljusdals BK 8-2 (5-1) - 21 december 2013 Villa Lidköping BK-IK Sirius 8-3 (3-0) - 26 december 2013 Hammarby IF-IK Sirius 10-1 (5-0) - 26 december 2013 Edsbyns IF-Bollnäs GIF 3-2 (2-1) - 26 december 2013 Västerås SK-Sandvikens AIK 7-10 (4-6) - 26 december 2013 GAIS-IFK Kungälv 3-7 (0-2) - 26 december 2013 Vetlanda BK-Kalix BF 9-0 (6-0) - 26 december 2013 Villa Lidköping BK-IFK Vänersborg 6-2 (2-0) - 26 december 2013 Ljusdals BK-Broberg/Söderhamn Bandy 0-6 (0-5) - 28 december 2013 Kalix BF-Villa Lidköping BK 2-4 (1-2) - 28 december 2013 IK Sirius-Vetlanda BK 1-7 (0-2) - 28 december 2013 Broberg/Söderhamn Bandy-GAIS 5-4 (2-3) - 28 december 2013 IFK Kungälv-Edsbyns IF 5-2 (1-0) - 28 december 2013 Ljusdals BK-Hammarby IF 3-5 (2-2) - 28 december 2013 Bollnäs GIF-Västerås SK 3-6 (2-2) - 30 december 2013 Västerås SK-IFK Kungälv 7-3 (1-1) - 30 december 2013 IFK Vänersborg-Bollnäs GIF 9-2 (5-0) - 30 december 2013 Sandvikens AIK-Kalix BF 13-4 (8-2) - 30 december 2013 Hammarby IF-Broberg/Söderhamn Bandy 10-4 (3-1) - 30 december 2013 Edsbyns IF-GAIS 4-4 (2-4) - 30 december 2013 Vetlanda BK-Ljusdals BK 9-0 (4-0) - 2 januari 2014 GAIS-Västerås SK 1-5 (1-1) - 2 januari 2014 IK Sirius-Sandvikens AIK 5-11 (4-4) - 3 januari 2014 IFK Kungälv-IFK Vänersborg 0-8 (0-2) - 3 januari 2014 Bollnäs GIF-Kalix BF 4-4 (1-2) - 3 januari 2014 Broberg/Söderhamn Bandy-Edsbyns IF 7-6 (4-2) - 3 januari 2014 Hammarby IF-Vetlanda BK 6-1 (4-0) - 3 januari 2014 Ljusdals BK-Villa Lidköping BK 2-12 (0-7) - 5 januari 2014 Bollnäs GIF-IK Sirius 4-1 (1-1) - 6 januari 2014 Kalix BF-IFK Kungälv 3-6 (1-3) - 6 januari 2014 Sandvikens AIK-Ljusdals BK 5-1 (3-1) - 6 januari 2014 Västerås SK-Edsbyns IF 5-6 (1-2) - 6 januari 2014 IFK Vänersborg-GAIS 4-1 (1-1) - 6 januari 2014 Vetlanda BK-Broberg/Söderhamn Bandy 4-6 (2-1) - 6 januari 2014 Villa Lidköping BK-Hammarby IF 4-6 (2-2) - 9 januari 2014 Edsbyns IF-IFK Vänersborg 6-6 (3-1) - 9 januari 2014 Ljusdals BK-Bollnäs GIF 3-3 (1-1) - 9 januari 2014 Broberg/Söderhamn Bandy-Västerås SK 2-2 (1-1) - 9 januari 2014 Vetlanda BK-Villa Lidköping BK 5-6 (3-2) - 10 januari 2014 IFK Kungälv-IK Sirius 6-1 (2-1) - 10 januari 2014 Kalix BF-GAIS 5-1 (4-0) - 10 januari 2014 Hammarby IF-Sandvikens AIK 2-6 (1-1) - 11 januari 2014 Villa Lidköping BK-Broberg/Söderhamn Bandy 6-1 (3-1) - 12 januari 2014 IFK Kungälv-Ljusdals BK 2-4 (0-3) - 12 januari 2014 IK Sirius-GAIS 3-5 (2-1) - 12 januari 2014 Kalix BF-Edsbyns IF 3-5 (0-3) - 12 januari 2014 Sandvikens AIK-Vetlanda BK 11-2 (5-1) - 12 januari 2014 IFK Vänersborg-Västerås SK 2-2 (1-1) - 14 januari 2014 GAIS-Ljusdals BK 10-0 (3-0) - 15 januari 2014 Edsbyns IF-IK Sirius 10-5 (5-2) - 15 januari 2014 Hammarby IF-IFK Kungälv 4-2 (3-2) - 15 januari 2014 Vetlanda BK-Bollnäs GIF 4-4 (3-2) - 15 januari 2014 Villa Lidköping BK-Sandvikens AIK 8-3 (5-3) - 15 januari 2014 Västerås SK-Kalix BF 4-3 (0-2) - 16 januari 2014 Broberg/Söderhamn Bandy-IFK Vänersborg 4-6 (2-3) - 17 januari 2014 Ljusdals BK-Edsbyns IF 2-8 (1-4) - 17 januari 2014 IFK Kungälv-Vetlanda BK 4-5 (3-2) - 17 januari 2014 Bollnäs GIF-Villa Lidköping BK 1-1 (0-0) - 18 januari 2014 Kalix BF-IFK Vänersborg 3-4 (1-2) - 18 januari 2014 IK Sirius-Västerås SK 2-1 (0-0) - 18 januari 2014 GAIS-Hammarby IF 3-4 (2-2) - 19 januari 2014 Sandvikens AIK-Broberg/Söderhamn Bandy 8-5 (3-4) - 5 februari 2014 Västerås SK-Ljusdals BK 8-1 (5-0) - 5 februari 2014 Vetlanda BK-GAIS 7-2 (5-2) - 5 februari 2014 Edsbyns IF-Hammarby IF 3-9 (2-4) - 5 februari 2014 Villa Lidköping BK-IFK Kungälv 8-3 (4-3) - 5 februari 2014 Broberg/Söderhamn Bandy-Kalix BF 5-3 (4-1) - 5 februari 2014 Sandvikens AIK-Bollnäs GIF 8-3 (5-0) - 5 februari 2014 IFK Vänersborg-IK Sirius 12-2 (7-0) - 7 februari 2014 GAIS-Villa Lidköping BK 4-5 (3-2) - 7 februari 2014 Edsbyns IF-Vetlanda BK 8-4 (3-1) - 7 februari 2014 Ljusdals BK-IFK Vänersborg 1-5 (0-3, 0-0, 1-2) - 7 februari 2014 Bollnäs GIF-Broberg/Söderhamn Bandy 1-5 (1-2) - 7 februari 2014 IK Sirius-Kalix BF 4-2 (2-1) - 7 februari 2014 IFK Kungälv-Sandvikens AIK 2-5 (0-1) - 7 februari 2014 Hammarby IF-Västerås SK 4-0 (1-0) - 9 februari 2014 IFK Vänersborg-Hammarby IF 4-6 (2-1) - 9 februari 2014 Villa Lidköping BK-Edsbyns IF 9-5 (3-5) - 9 februari 2014 Vetlanda BK-Västerås SK 4-7 (1-2) - 9 februari 2014 Sandvikens AIK-GAIS 5-1 (2-1) - 9 februari 2014 Broberg/Söderhamn Bandy-IK Sirius 5-2 (3-1) - 9 februari 2014 Bollnäs GIF-IFK Kungälv 3-5 (1-3) - 9 februari 2014 Kalix BF-Ljusdals BK 3-2 (1-1) - 11 februari 2014 Edsbyns IF-Sandvikens AIK 8-7 (2-3) - 11 februari 2014 Vetlanda BK-IFK Vänersborg 4-4 (2-2) - 11 februari 2014 Västerås SK-Villa Lidköping BK 5-2 (0-0) - 11 februari 2014 Hammarby IF-Kalix BF 7-5 (3-2) - 11 februari 2014 IFK Kungälv-Broberg/Söderhamn Bandy 4-4 (2-2) - 11 februari 2014 Ljusdals BK-IK Sirius 4-6 (1-2) - 11 februari 2014 GAIS-Bollnäs GIF 4-3 (2-2) |

## SM-slutspel
SM-slutspelet påbörjades den 15 februari och avslutades den 16 mars på Friends Arena i Solna. Kvartsfinalerna och semifinalerna avgjordes i bäst av fem matcher medan finalen avgjordes i en match.
|  | Kvartsfinaler | Kvartsfinaler      | Kvartsfinaler |                    |   | Semifinaler    | Semifinaler | Semifinaler |  |  | Final | Final | Final |  |
|  |               |                    |               |                    |   |                |             |             |  |  |       |       |       |  |
|  | 2             | Sandvikens AIK     | 3             |                    |   |                |             |             |  |  |       |       |       |  |
|  | 2             | Sandvikens AIK     | 3             |                    |   |                |             |             |  |  |       |       |       |  |
|  | 7             | Broberg Söderhamn  | 2             |                    |   |                |             |             |  |  |       |       |       |  |
|  | 7             | Broberg Söderhamn  | 2             |                    | 2 | Sandvikens AIK | 3           |             |  |  |       |       |       |  |
|  |               |                    |               |                    | 2 | Sandvikens AIK | 3           |             |  |  |       |       |       |  |
|  |               |                    | 3             | Villa Lidköping BK | 0 |                |             |             |  |  |       |       |       |  |
|  | 3             | Villa Lidköping BK | 3             | Villa Lidköping BK | 0 | 3              |             |             |  |  |       |       |       |  |
|  | 3             | Villa Lidköping BK |               |                    |   |                |             |             |  |  |       |       |       |  |
|  | 5             | Edsbyns IF         | 0             |                    |   |                |             |             |  |  |       |       |       |  |
|  | 5             | Edsbyns IF         | 0             |                    | 2 | Sandvikens AIK | 5           |             |  |  |       |       |       |  |
|  |               |                    |               |                    |   |                |             |             |  |  |       |       |       |  |
|  |               |                    | 4             | Västerås SK        | 4 |                |             |             |  |  |       |       |       |  |
|  | 1             | Hammarby IF        | 4             | Västerås SK        | 4 | 3              |             |             |  |  |       |       |       |  |
|  | 1             | Hammarby IF        |               |                    |   |                |             |             |  |  |       |       |       |  |
|  | 8             | Vetlanda BK        | 0             |                    |   |                |             |             |  |  |       |       |       |  |
|  | 8             | Vetlanda BK        | 0             |                    | 1 | Hammarby IF    | 1           |             |  |  |       |       |       |  |
|  |               |                    |               |                    | 1 | Hammarby IF    | 1           |             |  |  |       |       |       |  |
|  |               |                    | 4             | Västerås SK        | 3 |                |             |             |  |  |       |       |       |  |
|  | 4             | Västerås SK        | 4             | Västerås SK        | 3 | 3              |             |             |  |  |       |       |       |  |
|  | 4             | Västerås SK        |               |                    |   |                |             |             |  |  |       |       |       |  |
|  | 6             | IFK Vänersborg     | 2             |                    |   |                |             |             |  |  |       |       |       |  |

## Kval till Elitserien 2014/2015
Alla lagen från Elitserien GAIS, Kalix BF, Ljusdals BK och IK Sirius lyckades hålla sig kvar i högsta serien via kvalspelet.
GAIS avsade sig dock sin plats i maj 2014 och istället tilldelades platsen Tillberga IK.

### Fotnoter
1. ↑  "Everysport - Bandy Elitserien 2013/2014". Läst 24 oktober 2015.
2. ↑  "Svenska Bandyförbundet - Spelprogram Elitserien 2013/2014". Läst 24 oktober 2015.
3. ↑  ”Arkiverade kopian”. Arkiverad från originalet den 20 oktober 2013. https://web.archive.org/web/20131020235141/http://iof1.idrottonline.se/SvenskaBandyforbundet/Tavlingochresultat/Elitserien/Spelprogram201314/. Läst 20 oktober 2013.
4. ↑  Erik Jonsson. ”2010–2019”. Svenska Bandyförbundet. Arkiverad från originalet den 17 mars 2020. https://web.archive.org/web/20200317215219/https://www.svenskbandy.se/BANDYFINALEN/HISTORIK/Svenskamastare/Herrar/2010-2019. Läst 22 mars 2020.
5. ↑  Erik Jonsson. ”Skyttekungar”. Svenska Bandyförbundet. Arkiverad från originalet den 11 mars 2016. https://web.archive.org/web/20160311201110/http://www.svenskbandy.se/SERIERCUPER/ELITSERIENHERR/HISTORIKSTATISTIK/STATISTIK/Malstatistik-overgripande/Skyttekungar/. Läst 22 mars 2020.
6. ↑  "Svenska Bandyförbundet - SM-slutspel 2013/2014". Läst 23 oktober 2015.
7. ↑  "Svenska Bandyförbundet - Kval till Elitserien 2014/2015". Arkiverad 4 mars 2016 hämtat från the Wayback Machine. Läst 24 oktober 2015.
8. ↑  ”Politikerna knäckte elitklubben”. Idrottens Affärer. 6 maj 2014. http://www.idrottensaffarer.se/arena/2014/05/politikerna-knackte-elitklubben. Läst 6 juli 2014.
9. ↑  ”Tillberga spelar i Elitserien 2014/15”. Svenska Bandyförbundet. Arkiverad från originalet den 13 maj 2014. https://web.archive.org/web/20140513012737/http://iof1.idrottonline.se/SvenskaBandyforbundet/Bandynyheter/Senastenytt/TillbergaspelariElitserien201415/. Läst 6 juli 2014.